# Paul-Pierre-Yves Dalmais
Paul-Pierre-Yves Dalmais SJ (* 12. Dezember 1917 in Lyon; † 22. Juli 1994 ebenda) war ein französischer römisch-katholischer Ordensgeistlicher und Erzbischof von N’Djaména.

## Leben
Paul-Pierre-Yves Dalmais trat der Ordensgemeinschaft der Jesuiten bei und empfing am 30. Juli 1949 das Sakrament der Priesterweihe.
Am 24. Dezember 1957 ernannte ihn Papst Pius XII. zum Bischof von Fort-Lamy. Der Erzbischof von Bangui, Joseph Cucherousset CSSp, spendete ihm am 13. April 1958 in Fort-Lamy die Bischofsweihe; Mitkonsekratoren waren der Bischof von Garoua, Yves-Joseph-Marie Plumey OMI, und der Bischof von Douala, Thomas Mongo.
Paul-Pierre-Yves Dalmais wurde am 22. Dezember 1961 infolge der Erhebung des Bistums Fort-Lamy zum Erzbistum erster Erzbischof von Fort-Lamy (später: N’Djaména). Am 15. März 1970 erfolgte die Amtseinführung. Dalmais nahm an allen vier Sitzungsperioden des Zweiten Vatikanischen Konzils teil. Am 6. März 1980 nahm Papst Johannes Paul II. das von Dalmais vorgebrachte Rücktrittsgesuch an.